# ND Primorje
Nogometno Društvo Primorje Ajdovščina w skrócie ND Primorje – słoweński klub piłkarski, mający swoją siedzibę w Ajdovščinie. 

## Historia
Po upadku Primorje Ajdovščina w 2011 mieszkańcy Ajdovščiny założyli szkółkę piłkarską, do której trafiła młodzież z rozwiązanego wcześniej klubu. W 2016 została ona przemianowana na ND Primorje Ajdovščina 1921. W międzyczasie w niższych ligach słoweńskich występowała drużyna SD Škou, która powstała by mogli w niej grać zawodnicy, którzy nie dostali się do pierwszego składu Primorje Ajdovščina. W sezonie 2014/2015 wygrali grupę zachodnią III ligi słoweńskiej, przegrywając jednak w kwalifikacjach o II ligę. W sezonie 2018/2019 SD Škou zmienił nazwę na ND Primorje i ponownie przyjął czerwono-czarne barwy. W sezonie 2019/2020 wywalczyli awans do II ligi. W sezonie 2023/2024 wygrali rozgrywki 2.SNL awansując tym samym do 1. SNL.

## Stadion
ND Primorje rozgrywa swoje mecze na Stadionie Primorje.

## Skład
Stan na 26 lipca 2025
| Nr | Poz. | Piłkarz                                        |
| -- | ---- | ---------------------------------------------- |
| 1  | BR   | Matej Mavrič                                   |
| 2  | OB   | Miha Dobnikar                                  |
| 3  | OB   | Maj Fogec                                      |
| 4  | OB   | Tilen Klemenčič                                |
| 5  | OB   | Stefan Melentijević                            |
| 6  | PO   | Jon Ficko                                      |
| 7  | NA   | Roger Murillo                                  |
| 8  | PO   | Elian Demirović (wypożyczony z SS Juve Stabia) |
| 9  | NA   | Mark Gulič                                     |
| 10 | PO   | Matic Zavnik (kapitan)                         |
| 11 | NA   | Domagoj Babin                                  |
| 13 | OB   | Gašper Petek                                   |
| 15 | OB   | Haris Dedić                                    |
| 16 | OB   | Alexander Stožinič                             |

| Nr | Poz. | Piłkarz                                       |
| -- | ---- | --------------------------------------------- |
| 17 | PO   | Žan Bešir                                     |
| 19 | OB   | Tilen Colja                                   |
| 20 | OB   | Filip Kodelja                                 |
| 21 | PO   | Nik Jermol                                    |
| 22 | BR   | Tony Macan                                    |
| 23 | NA   | Jakob Raspet                                  |
| 24 | NA   | Dušan Ignjatović                              |
| 26 | PO   | Pará                                          |
| 31 | NA   | Ishaq Kayode Rafiu                            |
| 32 | PO   | Niko Rak                                      |
| 73 | BR   | Denis Pintol (wypożyczony z Olimpiji Lublana) |
| 80 | OB   | Mirko Mutavčić                                |
| 91 | NA   | Edvin Suljanović                              |
| 99 | NA   | Haris Kadrić                                  |

## Sukcesy
- 2. SNL (1x): 2023/2024